# Староосотська волость
Староосотська волость — адміністративно-територіальна одиниця Чигиринського повіту Київської губернії з центром у селі Стара Осота.
Станом на 1886 рік складалася з 8 поселень, 2 сільських громад. Населення — 4057 осіб (2019 чоловічої статі та 2038 — жіночої), 771 дворове господарство.
Наприкінці 1880-х років приєднана до Триліської волості.
|                     | Площа, десятин | У тому числі орної, дес. |
| ------------------- | -------------- | ------------------------ |
| Сільських громад    | 4754           | 3318                     |
| Приватної власності | 483            | 468                      |
| Казенної власності  | 8318           | —                        |
| Іншої власності     | 784            | 86                       |
| Загалом             | 10664          | 7497                     |

Основні поселення волості:
- Стара Осота — колишнє власницьке село при річці Осотянка за 30 верст від повітового міста, 1617 осіб, 267 дворів, православна церква, школа, 4 постоялих будинки, 4 лавки. За 3 версти — бурякоцукровий завод. За 3 версти — цегельний завод. За 7 верст — залізнична станція Фундукліївка.
- Китайгород — колишнє власницьке село при струмкові, 511 осіб, 86 дворів, православна церква, школа, 2 постоялих будинки.
- Нова Осота (Хутори) — колишнє власницьке село при річці Осотянка, 1641 особа, 213 дворів, православна церква, школа, 2 постоялих будинки.
- Янівка — колишнє власницьке село, 1620 осіб, 270 дворів, православна церква, школа, 2 постоялих будинки, лавка.